# Гвоздевка (Курская область)
Гвоздевка — деревня в Касторенском районе Курской области России. Входит в состав Краснознаменского сельсовета.

## География
Деревня находится в восточной части Курской области, в лесостепной зоне, в пределах юго-западной части Среднерусской возвышенности, к западу от реки Олым, на расстоянии примерно 15 километров (по прямой) к югу от посёлка городского типа Касторное, административного центра района.
Климат
Климат характеризуется как умеренный, со среднегодовой температурой воздуха +5,1 °C и среднегодовым количеством осадков 547 мм.
Часовой пояс
Деревня Гвоздевка, как и вся Курская область, находится в часовой зоне МСК (московское время). Смещение применяемого времени относительно UTC составляет +3:00.

## Население
| 2002 | 2010 |
| ---- | ---- |
| 112  | ↘73  |

Гендерный состав
По данным Всероссийской переписи населения 2010 года в гендерной структуре населения мужчины составляли 37 %, женщины — соответственно 63 %.
Национальный состав
Согласно результатам переписи 2002 года, в национальной структуре населения русские составляли 100 % из 112 чел.

## Улицы
Уличная сеть деревни состоит из двух улиц.